# Canzoniere
Pour les articles homonymes, voir chansonnier.

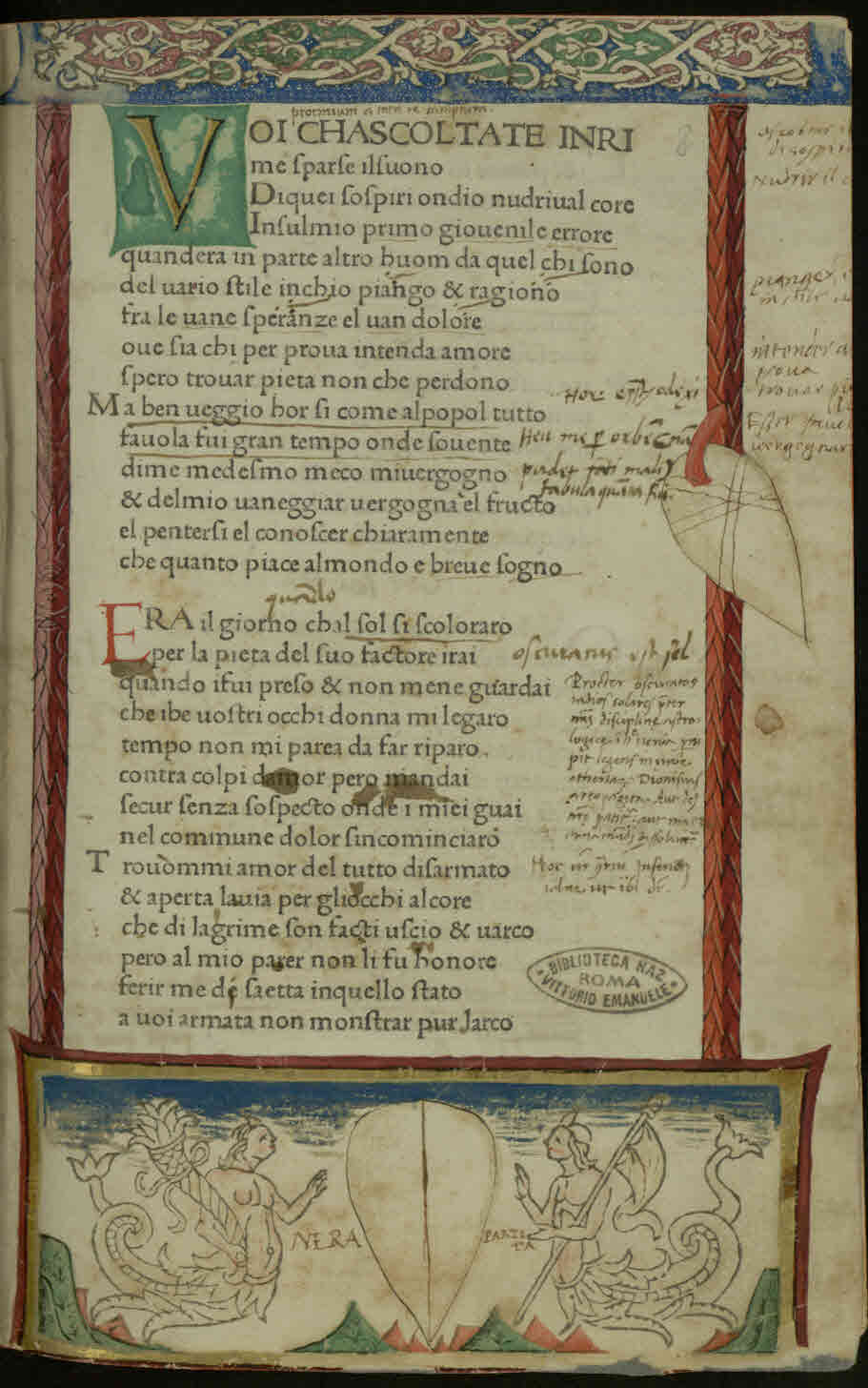
1470

Le Canzoniere (Chansonnier) ou Rerum vulgarium fragmenta (Fragments composés en langue vulgaire) est un recueil de 366 poèmes composés en italien par Pétrarque et consacrés à son amour intemporel : Laure, que Pétrarque avait aperçue le 6 avril 1327, dans l'église Sainte-Claire à Avignon. Cette œuvre eut un retentissement phénoménal dans les siècles qui suivirent son élaboration et sa diffusion paneuropéenne, et son style laissera sa marque sur la poésie lyrique des générations suivantes sous la forme d'une esthétique du chant amoureux que l'on nomme « pétrarquisme ».

## Description

### Présentation
De l'italien canzone (chanson), terme employé dès le XVe siècle pour désigner l'œuvre poétique de Pétrarque consacrée à Laure, cette œuvre est à la fois une auto-contemplation et une méditation autour de l'image de l'aimée, qui devient une figure idéale. Le Canzoniere se présente tantôt comme une élégie passionnée, tantôt comme une confession des états d'âme du poète.

### Composition
Le recueil, formé de 366 poèmes, est composé principalement de sonnets (317), les autres pièces se répartissant entre chansons (29), sextines (9), ballades (7) et madrigaux (4). On connait bien neuf éditions manuscrites de ce recueil, auquel Pétrarque travailla de sa jeunesse jusqu'à l'année de sa mort. Le codex Vaticano 3195 (1374) est, pour une partie, autographe de l'auteur.

### Organisation

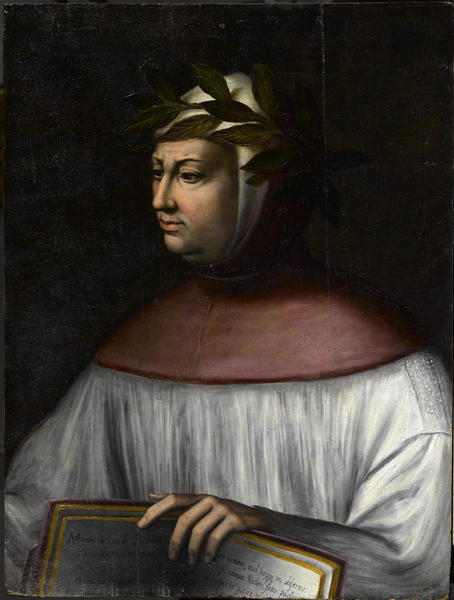
Portrait de Pétrarque par Giorgio Vasari.

Le Canzoniere laisse apparaître une division assez nette entre deux parties. Cette rupture est incarnée par la mort de Laure, l'inspiratrice de toute l'œuvre. La première partie est imprégnée par la douce évocation de Laure ; dans la seconde partie, Pétrarque, maintenant seul, rappelle dans un dialogue intérieur la défunte aimée à ses souvenirs. Pourtant, on ne doit pas interpréter le Canzoniere comme un journal poétique : il est difficile d'établir une chronologie exacte de la composition des divers poèmes, bien que ne manquent pas des textes avec indications sur l'époque de création. La division entre les « Rime in vita » et les « Rime in morte » prit forme pendant la longue élaboration de l'œuvre, et parfois Pétrarque transporta une pièce de l'une à l'autre partie. Les poèmes sont souvent liés par des liens symboliques, ou thématiques, par opposition ou par ressemblance.

### Thématiques
L'amour est lié aux thèmes les plus profonds de Pétrarque : l'aspiration à la gloire, la méditation sur la caducité de la vie, la foi chrétienne souvent en conflit avec la recherche de joies terrestres. Bien que le thème de l'amour inspire toute l'œuvre, il n'est pas le seul présent. Les thèmes politiques, moraux et religieux transparaissent également et inspirent des poèmes qui ont eu beaucoup d'influence sur la poésie politique italienne, comme les chansons « Italia mia, benché 'l parlar sia indarno » (no. 128) ou « Spirto gentil, che quelle membra reggi » (no. 53).

### Symbolisme
L'intention symbolique de ce recueil est confirmée par le nombre des poèmes  : 365, un pour chaque jour de l'année, plus la dernière chanson, dédiée à la Vierge: « Vergine bella, che di sol vestita ». Ces 366 poèmes représentent aussi le nombre de jours d'une année bissextile puisque Laure est morte durant une année bissextile.

## Traductions

### Anciennes
De très nombreuses traductions, partielles ou complètes, ont été produites depuis la diffusion du Canzoniere. En voici quelques-unes, classées en ordre chronologique :
- Joseph Poulenc : Paris, Librairie Internationale, 1865. Édition bilingue, traduction complète en vers et en 3 tomes, disponibles ici : 1 et 3.
- Madame S. Emma Mahul des Comtes Dejean, 1869, Choix de sonnets traduits de Pétrarque, Librairie de Firmin Didot frères, Paris.
- Philibert Le Duc : Paris, Léon Willem, 1877. Édition unilingue, traduction complète en vers et en 2 volumes, disponibles ici : 1 et 2.
- Francisque Reynard : Paris, G. Charpentier, 1883. Édition unilingue, traduction complète en prose et en 1 volume, disponible en ligne.
- E. Cabadé : Paris, Lemerre, 1907. Traduction complète en vers et en 1 volume.

### Récentes
Parmi les dernières en date, on trouve encore les suivantes sur le marché :
- Pétrarque (trad. Georges Nicolle), Canzoniere, Lausanne, Mermod, coll. « Bouquet » (no 59), 1955, 125 p.Traduction partielle en vers.
- Pétrarque (trad. Ferdinand L. de Gramont, préf. Jean-Michel Gardair), Canzoniere, Paris, Gallimard, coll. « Poésie » (no 172), 1983, 288 p., Broché, 108 mm x 178 mm (ISBN 978-2-07-032237-4, présentation en ligne)Édition unilingue. Traduction complète en prose.
  - Réédition de : Pétrarque (trad. Ferdinand L. de Gramont), Poésies de Pétrarque : Sonnets. Canzones. Triomphes, Paris, Paul Masgana, 1842, 314 p. (lire en ligne)
- Pétrarque (trad. Gérard Genot), Dal Canzoniere. Le Chansonnier, Paris, Aubier / Flammarion, 1969, 319 p., BrochéÉdition bilingue. Traduction partielle en vers.
- Pétrarque (trad. Pierre Blanc), Canzoniere. Le Chansonnier, Paris, Bordas / Garnier Frères, coll. « Classiques Garnier », mars 1993 (1re éd. 1988), 590 p., Broché, 12 cm x 19 cm (ISBN 978-2-04-017417-0)[compte rendu disponible en ligne ]Édition bilingue. Traduction complète en vers.
- Pétrarque (trad. André Ughetto et Christian Guilleau), La vertu et la grâce, Paris, La Différence, coll. « Orphée » (no 70), 1er décembre 1990, 1re éd., 127 p., Broché, 17 cm (ISBN 978-2-7291-0563-1)Édition bilingue. Traduction partielle. Présentation par Maria Brandon Albini. Postface d'Alphonse de Lamartine (extrait).
- Danielle Boillet (dir.) (préf. Danielle Boillet et Marziano Guglielminetti), Anthologie bilingue de la poésie italienne, Paris, Gallimard, coll. « Bibliothèque de la Pléiade » (no 410), 1994, 1re éd., 1872 p., Reliure en peau, 105 mm x 170 mm (ISBN 978-2-07-011371-2, présentation en ligne)Édition bilingue. Traduction partielle (57 textes) en vers par Danielle Boillet et André Rochon.
- Pétrarque (trad. de l'italien par Gérard Genot), Chansonnier. Rerum vulgarium fragmenta, Paris, Les Belles Lettres, coll. « Les Classiques de l'humanisme » (no 31 et 32), novembre 2009, 1re éd., CXIX + 920, Broché, 14 cm x 22,5 cm (ISBN 978-2-251-34496-6, présentation en ligne)Édition bilingue critique (nouvelle) de Giuseppe Savoca. Traduction inédite et complète en vers. Introduction de François Livi. En 2 volumes comprenant : introduction, chronologie, notes, bibliographie, traduction (avec texte original en regard), commentaire et glossaire.

- Pétrarque (trad. de l'italien par Yves Bonnefoy, ill. Gérard Titus-Carmel), Je vois sans yeux et sans voix je crie, Paris, Galilée, coll. « Lignes fictives », 15 septembre 2011, 1re éd., 56 p., Broché, 12,5 cm x 21,5 cm (ISBN 978-2-7186-0849-5, présentation en ligne)

- Pétrarque (trad. René de Ceccaty), Canzoniere, Paris, Gallimard, coll. « Poésie », 2018

## Mises en musique
Le Canzoniere a été mis en musique partiellement ou en totalité par bien des musiciens, à différentes époques, par exemple Guillaume Dufaÿ (Vergine bella, XVe siècle), Adrien Willaert (Musica nova, 1559), Cyprien de Rore (madrigaux), Roland de Lassus (Il Canzoniere di Messer Francesco Petrarca), Giovanni Pierluigi da Palestrina (madrigaux sur Chiare, fresche et dolci acque, 1558), Claudio Monteverdi, dans bien des madrigaux, dont Hor che'l ciel e la terra (Venise, 1638), Franz Liszt (dans ses Années de pèlerinage), et aujourd'hui Alexandros Markeas (They said Laura was somebody else, 2012), etc.